# Jaime Arocena Mesones
Pas d'image ? Cliquez ici

a Compétitions nationales et continentales officielles uniquement.

b Matchs officiels uniquement.
Dernière mise à jour le 30 décembre 2024.
Jaime Arocena Mesones, né le 15 juin 1978, est un joueur de rugby argentin, évoluant au poste de deuxième ligne (2,00 m pour 113 kg).

## Carrière
Jaime Arocena Mesones joue toute sa carrière en club avec l'Alumni Athletic Club dans le championnat de l'URBA, arretant sa carrière en 2015,.
Il connaît trois sélections internationales en équipe d'Argentine. Il fait ses débuts le 8 mai 2005 contre l'équipe du Chili.

## Palmarès

### Sélections nationales
- 3 sélections en équipe d'Argentine
- Nombre de sélections par année : 3 en 2005.